# Ngữ pháp phổ quát

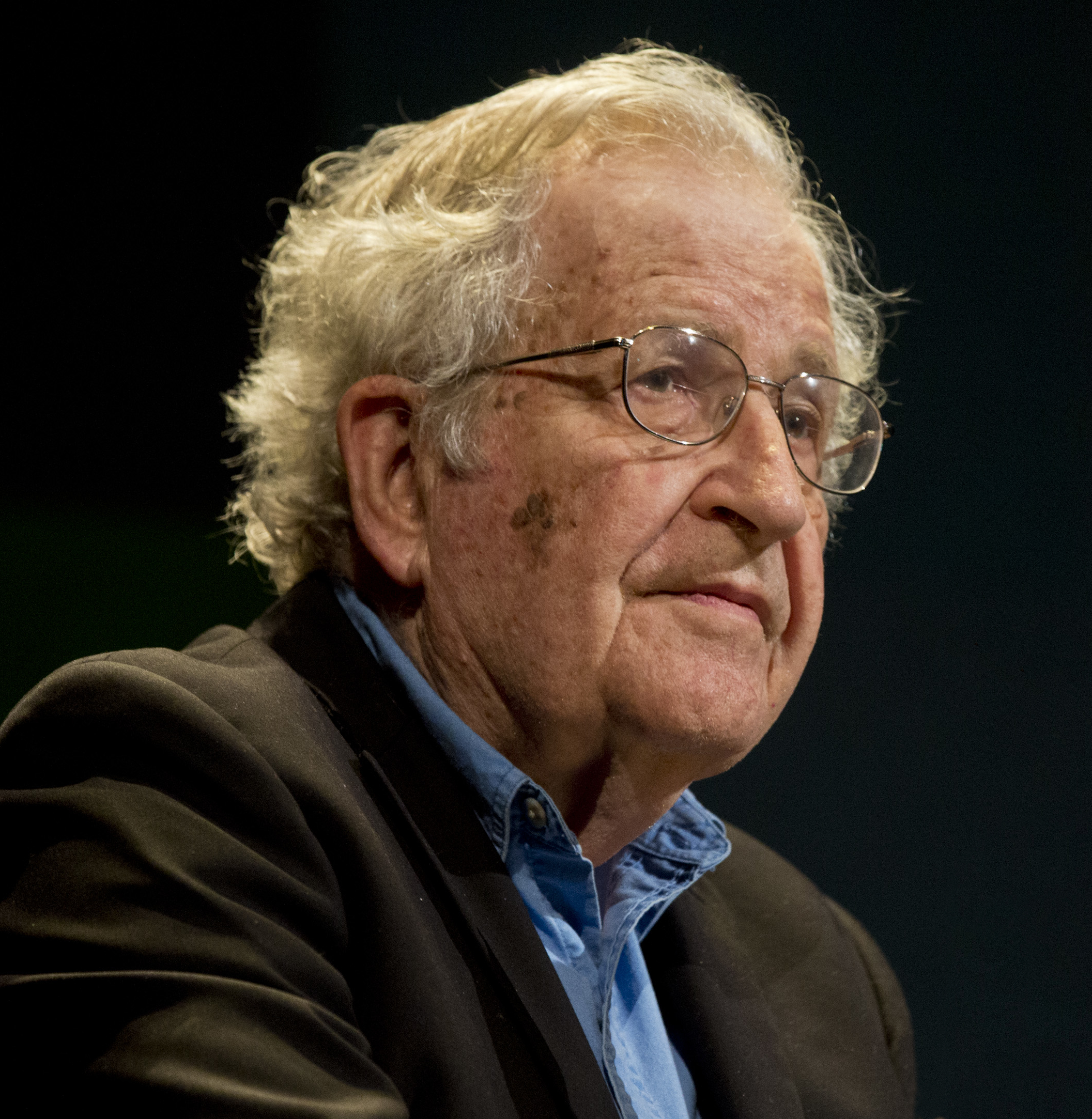
Nhà ngôn ngữ học Noam Chomsky thường được coi là cha đẻ của thuyết ngữ pháp phổ quát

Trong ngành ngôn ngữ học, ngữ pháp phổ quát (tiếng Anh: Universal Grammar, viết tắt là UG) là một lý thuyết về thành phần di truyền của khả năng ngôn ngữ. Định đề cơ bản của thuyết này phát biểu rằng, ngữ pháp con người chịu sự ràng buộc của các bẩm tính ngôn ngữ nhất định. Suốt quá trình thụ đắc ngôn ngữ thời ấu thơ, trẻ em sẽ manh nha phát triển các quy tắc cú pháp tuân theo khung sườn của UG. Những người ủng hộ thuyết này thường nhấn mạnh vào, đồng thời dựa một phần lập luận trên, hai cột trụ chính, đó là: sự nghèo nàn của tác nhân kích thích (POS) và sự tồn tại của các thuộc tính phổ quát ở ngôn ngữ tự nhiên của con người. Tuy nhiên phải chú ý rằng, vẫn chưa có bằng chứng vững chãi nào ủng hộ luận điểm thứ hai, về một đặc tính phổ quát nào đó của ngôn ngữ; nhiều nhà nghiên cứu cho rằng ngôn ngữ quá đỗi phong phú, khiến cho việc tìm kiếm đặc tính phổ quát đó là bất khả thi. Tóm lại, ta sẽ cần thêm những điều tra thực nghiệm để xác định chính xác đặc điểm nào là phổ quát và thẩm năng ngôn ngữ nào là bẩm sinh.

## Lý luận
Lý thuyết ngữ pháp phổ quát cho rằng nếu con người được nuôi dưỡng trong điều kiện bình thường (tức không bị thui chột về mặt cảm giác và tri giác), thì ngôn ngữ của họ sẽ luôn phát triển những đặc tính nhất định (ví dụ: sự phân biệt danh từ-động từ hoặc sự phân biệt hư từ-thực từ). Do vậy, những người theo thuyết UG tin rằng tồn tại một khả năng ngôn ngữ bẩm sinh, được tiên định bởi di truyền đã biết trước các quy tắc này, khiến cho trẻ em học nói dễ dàng và nhanh chóng hơn như thực tế đã cho thấy. Khả năng này không bao gồm từ vựng của bất kỳ ngôn ngữ cụ thể nào (vì vậy từ và nghĩa phải được học), và nhiều tham số có thể thay đổi tùy ý giữa các ngôn ngữ (chẳng hạn như vị trí của tính từ so với danh từ) cũng phải được học. Bằng chứng ủng hộ thuyết UG có thể thấy trong một vài nghiên cứu, chẳng hạn như nghiên cứu của Valian (1986) đã phát hiện đáng kinh ngạc rằng, trẻ em hiểu được các phạm trù cú pháp từ khi còn rất bé.
Theo Chomsky, "Rõ ràng, sự phát triển ngôn ngữ ở mỗi cá nhân phải liên quan đến ba yếu tố: thiên phú di truyền, điều này đặt ra giới hạn đối với các ngôn ngữ có thể đạt được, do đó sự thụ đắc ngôn ngữ mới khả thi; dữ liệu bên ngoài, được chuyển sang trải nghiệm chọn lọc ngôn ngữ bên trong một phạm vi khuôn khổ hẹp; [và] các nguyên tắc không thuộc Khả năng Ngôn ngữ."